# Museo del Meteorito
El Museo del Meteorito es un museo chileno ubicado en la comuna de San Pedro de Atacama (Región de Antofagasta) que exhibe permanentemente una colección de meteoritos hallados en el desierto de Atacama, en el norte  de Chile.

## Historia
La recolección de meteoritos comenzó en 1983, cuando se encontró una palasita junto al cráter de Imilac (Región de Antofagasta). Con el paso del tiempo, la muestra se ha incrementado y hoy el museo cuenta con más de 6000 ejemplares, que han sido estudiados, clasificados y certificados por la NASA, la UCLA y el Centre européen de recherche et d'enseignement de géosciences de l'environnement (CEREGE). Además, existe una exhibición de más de 1400 fotografías con detalles de los meteoritos y sus cráteres de impacto.
La muestra del museo se divide en cuatro temas: «Ingreso, búsqueda y cráteres de impacto de meteoritos en el desierto de Atacama», «Los meteoritos y la evolución de planetas rocosos del sistema solar», «Meteoritos como precursores de vida extraterrestre» y «Tocando las estrellas» (área interactiva y sensorial). También cuenta con un laboratorio preliminar para el análisis y clasificación de los meteoritos. El museo como tal se constituyó el 12 de mayo de 2008 como «Museo del Meteorito E.I.R.L».